# Dendrobium szlachetne
Dendrobium szlachetne (Dendrobium nobile Lindl.) – gatunek rośliny należący do rodziny storczykowatych (Orchidaceae). Występuje na obszarach górskich do 1800 m n.p.m., od północnych Indii po południowe Chiny i Tajlandię. Rośnie jako epifit na pniach drzew w lasach górskich oraz na skałach. "Kwiat narodowy" Sikkimu. Potrzebuje chłodnych nocy, aby zakwitnąć (z temperaturą nie wyższą niż 13–15,5 °C).

## Morfologia

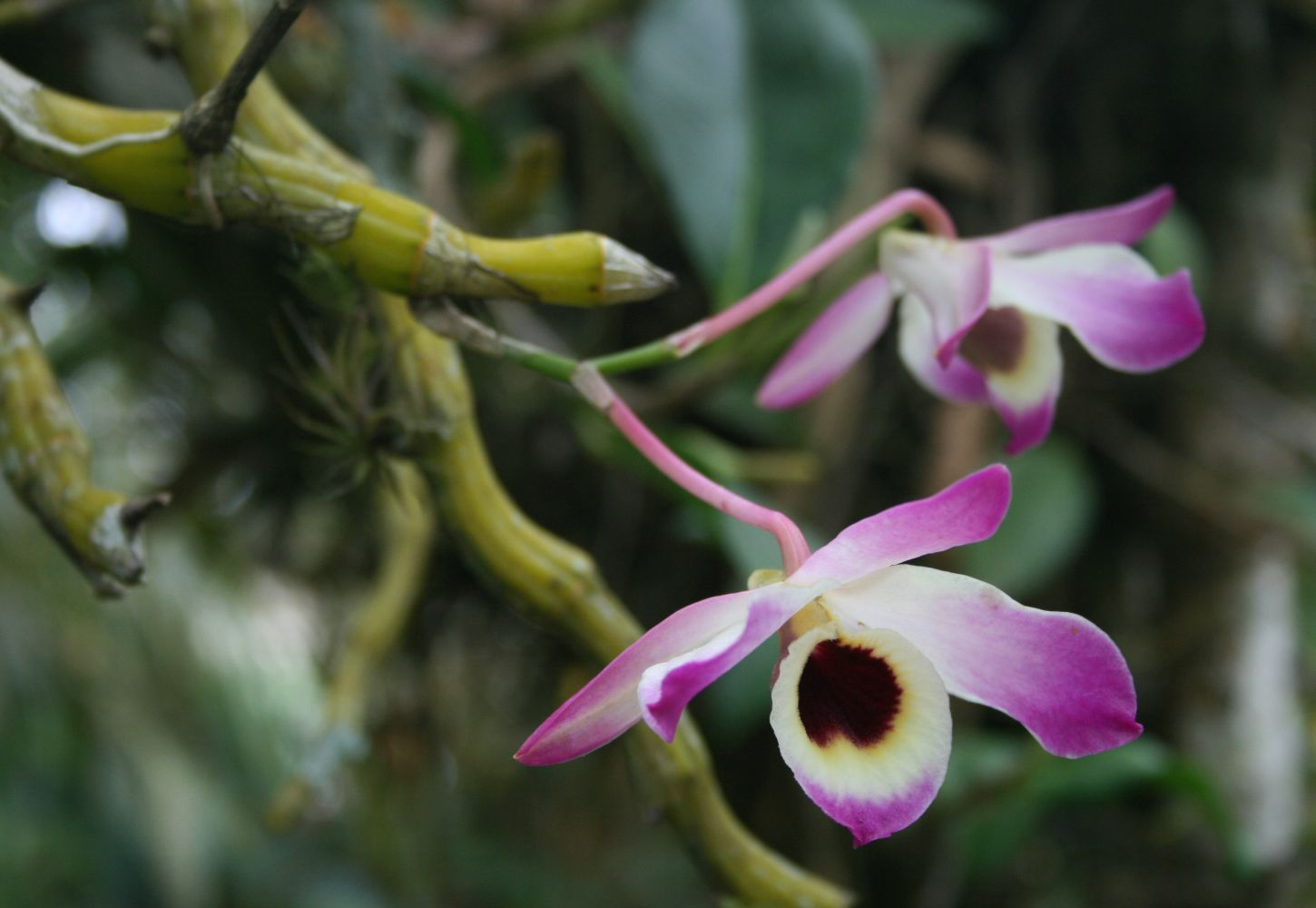
Dendrobium szlachetne

PokrójRoślina wzniesiona, z licznymi mięsistymi, podłużnie bruzdowanymi pędami tworzącymi wieloczłonowe pseudobulwy do 100 cm wysokości.
LiściePodłużnie eliptyczne, długości do 11 cm, wierzchołek ukośny. Opadają po dwóch latach.
KwiatyLiczne kwiatostany po 2-4 kwiaty wyrastają z węzłów na pędach dwuletnich. Podstawa listków okwiatu jest biaława, wierzchołek różowy, niekiedy fioletowy. 3 listki zewnętrzne wąskie, 2 wewnętrzne szersze, trzeci listek wewnętrzny przekształcony w lejkowatą warżkę, otwartą od góry, na wierzchołku fioletowo-różową, w środku żółtawą, w gardzieli czerwonawobrązową. Prętosłup ukryty w warżce. Duże okazy mogą mieć jednocześnie nawet do 300 kwiatów.
OwocKanciasta torebka zawierająca liczne i bardzo drobne nasiona.

## Zastosowanie
- Jest to popularna roślina ozdobna – najczęściej uprawiany przedstawiciel rodzaju dendrobium. Gatunek wykorzystywany jest w hodowli, dzięki czemu uzyskuje się wiele odmian różniących się wielkością i barwą kwiatów[6].
- W tradycyjnej medycynie chińskiej znane jako roślina lecznicza pod nazwą shíhúlán (石斛兰).